# EXPRESS Logistics Carriers
EXPRESS Logistics Carriers nebo také ELC jsou venkovní logistické plošiny na ISS. První dvě byly dopraveny na ISS v listopadu 2009, další byly vyneseny v roce 2011.

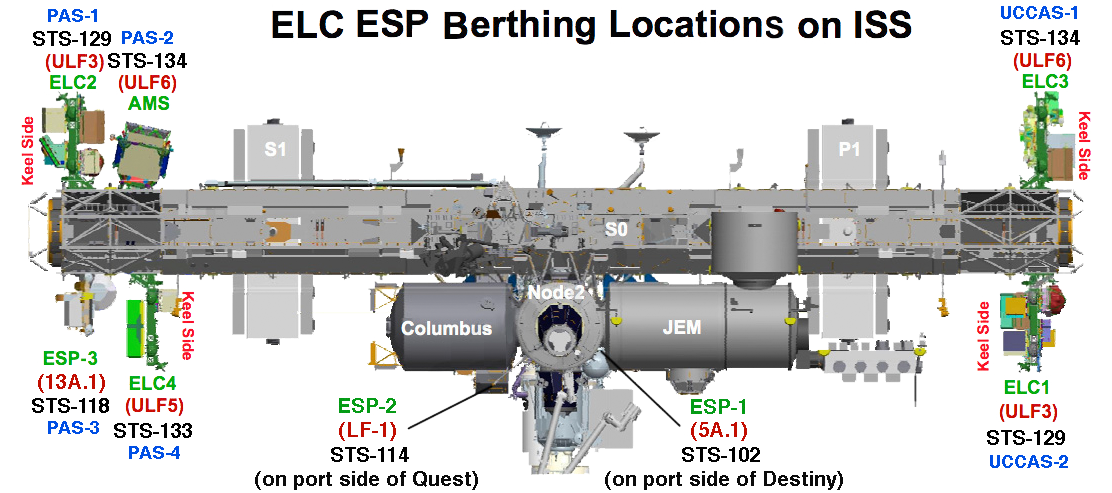
Umístění ELC na povrchu stanice

| Datum startu       | Mise               | Raketoplán | ELC           |
| ------------------ | ------------------ | ---------- | ------------- |
| 16. listopadu 2009 | STS-129 (ISS ULF3) | Atlantis   | ELC-1 a ELC-2 |
| 16. května 2011    | STS-134 (ISS ULF6) | Endeavour  | ELC-3         |
| 24. února 2011     | STS-133 (ISS ULF5) | Discovery  | ELC-4         |